# Hans Pfeiffer (Politiker)
Hans Walter Pfeiffer (* 24. April 1895 in Johanngeorgenstadt; † 3. April 1968 in Zeesen) war ein kommunistischer deutscher Politiker.

## Leben
Nach dem Besuch der Volksschule in Johanngeorgenstadt begann er eine Mechanikerausbildung in Chemnitz. Als Werkzeugmacher arbeitete er im Anschluss in Nürnberg, Bern, Kassel und Berlin. Er wurde 1912 Mitglied des Deutschen Metallarbeiterverbandes und ging unmittelbar vor dem Ersten Weltkrieg in verschiedenen Staaten Südwesteuropas auf Wanderschaft.
Im Mai 1913 trat er in die SPD ein und war nach Kriegsausbruch 1914 kurzzeitig Anarchist. Aus gesundheitlichen Gründen untauglich wurde Pfeiffer nicht zum Militärdienst eingezogen und schloss sich nach deren Gründung 1917 der USPD an und war Gründungsmitglied der KPD. Nach dem Ende der Novemberrevolution wurde er ab Mai 1919 als Parteisekretär für die KPD unter anderem in Magdeburg, Nürnberg (hier musste er nach dem Kapp-Putsch 1920 wegen unerlaubten Aufenthalts eine sechswöchige Haftstrafe verbüßen) und Berlin tätig. In dieser Zeit erhielt er parteiintern auf Grund seiner Akribie in organisatorischen Fragen den Spitznamen „Kartothekowitsch“. In der Reichshauptstadt gehörte er in den Jahren 1923/24 der KPD-Zentrale an und gehörte hier zur Mittelgruppe um Gerhart Eisler, Heinz Neumann und Arthur Ewert. Hier geriet er in die Auseinandersetzungen um den Hochverratsprozess gegen die Zentrale der KPD und verbüßte bis 1925 17 Monate Untersuchungshaft in Berlin.
1924 wurde er für die KPD in den Deutschen Reichstag gewählt, war wegen seiner Haft jedoch zunächst an der Ausübung seines Mandats gehindert. Nach seiner Haftentlassung vertrat er die KPD bis 1930 im Parlament und war seit 1929 bis zum Herbst 1932 für die Komintern unter anderem in Moskau und der Tschechoslowakei tätig. Im November 1932 wurde er erneut in den Reichstag gewählt, 1933 aber nicht wieder als Kandidat aufgestellt. Pfeiffer nahm am 7. Februar 1933 an der illegalen Tagung der KPD im Sporthaus Ziegenhals teil.
Nach der Machtübernahme der NSDAP und dem Reichstagsbrand tauchte Pfeiffer unter und war unter dem Pseudonym Kurt Mittendorf im Wesentlichen mit dem Wiederaufbau von durch die Repression zerschlagenen Parteistrukturen im Rheinland und Ruhrgebiet zuständig. Er wurde aber schon im Juni 1933 mit einem Koffer voller Parteidokumente verhaftet und legte nach schweren Misshandlungen ein weitgehendes Geständnis über seine Aktivitäten ab. Pfeiffer wurde zu drei Jahren Zuchthaus verurteilt. Nach seiner Haftentlassung 1938 arbeitete er bis zur Kapitulation der Wehrmacht 1945 als Werkzeugmacher, seine Frau wurde in einem Konzentrationslager gefangen gehalten. Von 1937 bis 1945 war Pfeiffer unter dem Decknamen „Schuh 7“ als V-Mann der Gestapo Berlin tätig. Er tat das gezwungenermaßen und widerwillig, lieferte aber dennoch zahlreiche Berichte.
1945 war er zunächst in der Leitung der KPD in Senftenberg und dann in Cottbus tätig und wurde 1946 auch Mitglied der SED, allerdings ohne Funktion. In der DDR bekleidete er Funktionen in der Verwaltung des Kreises Königs Wusterhausen.
Zunächst verschwieg Pfeiffer seine Kollaboration mit der Gestapo und gestand sie erst, als er 1959 mit Dokumenten konfrontiert wurde. Deshalb wurde er 1960 als Sekretär des Rates des Kreises Königs Wusterhausen abgesetzt.
Wegen seines unheroischen Verhaltens im „Dritten Reich“ wurden sein siebzigster Geburtstag und sein Tod, anders als bei anderen „Parteiveteranen“ ähnlicher Bedeutung, im Neuen Deutschland nicht erwähnt. Eine Begründung lautete, dass er im Konzentrationslager, als er es nicht mehr notwendig gehabt hatte, weitgehende Angaben über seine internationale Arbeit bei der Profintern gemacht habe.